# منتخب بلغاريا لكرة القدم الشاطئية
منتخب بلغاريا لكرة القدم الشاطئية  هو ممثل بلغاريا الرسمي في المنافسات الدولية في كرة قدم شاطئية ، يديره اتحاد بلغاريا لكرة القدم.